# Rauðhálsar
Rauðhálsar är en kulle i republiken Island. Den ligger i regionen Västlandet, 70 km norr om huvudstaden Reykjavík. Toppen på Rauðhálsar är 287 meter över havet.
Trakten runt Rauðhálsar är nära nog obefolkad, med mindre än två invånare per kvadratkilometer. Det finns inga samhällen i närheten. Trakten runt Rauðhálsar består i huvudsak av gräsmarker.